# Joris en Boris en het Geheim van de Tempel
Joris en Boris en het Geheim van de Tempel is een Nederlandse jeugdfilm uit 2012.

## Verhaal
Joris en Boris krijgen een erfenis toebedeeld, die ze op het spoor zet van hun voorvaderen. Gevolgd door inspecteur Jankers vertrekken ze naar Cyprus, waar ze bevriend raken met Max, Michiel en Anna, die hen helpen bij hun zoektocht. Tijdens hun zoektocht worden ze echter achtervolgd door tante en haar hulpje Grudo.

## Rolverdeling
- Martijn van Nellestijn - Joris en Jorat
- Richard de Ruijter - Boris en Borat
- Ralf Mackenbach - Michiel
- Rick Mackenbach - Max
- Inge Ipenburg - tante
- Bartho Braat - Grudo en Centurion
- Maaike Bakker - Anna
- Frederik de Groot - Inspecteur Jankers
- Erik-Jan Slot - Agent de Bok
- Ron Boszhard - Gioulousos
- Babette van Veen - Kathiakasos
- Maja van den Broecke - Aphrodite
- Wim Rijken - Notaris Randlijn
- Sebastiaan Rebel - steward